# Hogna ingens
Hogna ingens (лат.) — вид пауков из семейства пауков-волков (Lycosidae). Эндемик острова Мадейра (Португалия). Находится под угрозой исчезновения.

## Описание
Самый крупный представитель своего семейства. Длина тела составляет более 4 см. Окраска серая или чёрная с белыми полосами на ногах.
Эндемик необитаемого острова Илья-Дезерта-Гранди площадью 10 км², расположенного в 23 км на юго-восток от острова Мадейра в северной Атлантике. Вид встречается в основном в пещерах и расщелинах вулканического острова. Он охотится на мелких пауков, многоножек и других насекомых, и даже нападает на маленьких ящериц.
Вид был впервые описан в 1857 году английским натуралистом Джоном Блэкуоллом под первоначальным названием Lycosa ingens Blackwall, 1857.
В настоящее время численность популяции составляет около 4000 особей (4447 особей в 2011 году и 4086 особей в 2012 году), вид находится под угрозой исчезновения.